# Episodi di Shameless (serie televisiva 2004) (nona stagione)
La nona stagione della serie televisiva Shameless, composta da 11 episodi, è stata trasmessa in prima visione assoluta nel Regno Unito da Channel 4 dal 9 gennaio al 13 marzo 2012.
In Italia la stagione è inedita.
| nº | Titolo originale                | Titolo italiano | Prima TV UK      | Prima TV Italia |
| -- | ------------------------------- | --------------- | ---------------- | --------------- |
| 1  | The End of an Era               |                 | 9 gennaio 2012   |                 |
| 2  | Save Chatsworth                 |                 | 10 gennaio 2012  |                 |
| 3  | Open to All                     |                 | 17 gennaio 2012  |                 |
| 4  | Vendetta                        |                 | 24 gennaio 2012  |                 |
| 5  | Cop Killer                      |                 | 31 gennaio 2012  |                 |
| 6  | Last Man Standing               |                 | 7 febbraio 2012  |                 |
| 7  | All Fall Down                   |                 | 14 febbraio 2012 |                 |
| 8  | Blackout                        |                 | 21 febbraio 2012 |                 |
| 9  | Decision Time                   |                 | 28 febbraio 2012 |                 |
| 10 | Million Dollar Maguire (Part 1) |                 | 6 marzo 2012     |                 |
| 11 | Rescue Me (Part 2)              |                 | 13 marzo 2012    |                 |